# Grandfresnoy
Grandfresnoy – miejscowość i gmina we Francji, w regionie Hauts-de-France, w departamencie Oise.
Według danych na rok 1990 gminę zamieszkiwało 1338 osób, a gęstość zaludnienia wynosiła 127 osób/km² (wśród 2293 gmin Pikardii Grandfresnoy plasuje się na 214. miejscu pod względem liczby ludności, natomiast pod względem powierzchni na miejscu 416.).